# Tess Harper
Tessie Jean „Tess” Harper (z domu Washam; ur. 15 sierpnia 1950 w Mammoth Spring) – amerykańska aktorka, nominowana do Oscara za rolę drugoplanową w filmie Zbrodnie serca (Crimes of the Heart, 1986).

## Życiorys

### Wczesne lata
Urodziła się w małym miasteczku Mammoth Spring w stanie Arkansas jako córka Rosemary (z domu Langston) i Eda Washama. Wychowywała się w Ozark w Missouri. Jej rodzina zajmowała się produkcją kołder. W wolnym czasie lubiła siadać na huśtawce na werandzie i czytać. W 1968 ukończyła szkołę średnią. Uczęszczała na Państwowy Uniwersytet Stanu Arkansas przy Beebe w Arkansas, gdzie grała w kilku przedstawieniach, w tym w główej roli w musicalu Little Mary Sunshine i komedii Josepha Kesselringa Arszenik i stare koronki. Naukę kontynuowała na Uniwersytecie Południowo-Zachodniego stanu Missouri w Springfield, gdzie uzyskała dyplom z pedagogiki. Podczas studiów w Springfield była zaangażowana w działalność Tent Theatre, gdzie występowała Kathleen Turner, a wcześniej także Brad Pitt, John Goodman i kilku innych aktorów broadwayowskich. Pod koniec lat 60. wystąpiła jako aktorka uliczna w parkach rozrywki Dogpatch USA w Jasper i Silver Dollar City w Branson, a także w teatrach obiadowych i teatrach dla dzieci.

### Kariera
Została dostrzeżona w spocie telewizyjnym podczas pracy dla instytucji finansowej w Dallas w Teksasie. Podczas przesłuchania reżyser Bruce Beresford był pod wrażeniem Harper i obsadził ją w głównej kobiecej roli Rosy Lee, młodej wdowy i matki, która poślubia piosenkarza country Maca Sledge’a (Robert Duvall) w dramacie Pod czułą kontrolą (Tender Mercies, 1983). Beresford powiedział, że Harper wniosła do tej roli coś w rodzaju wiejskiego charakteru. Powiedział o Harper: „Weszła do pokoju i jeszcze zanim się odezwała, pomyślałem: „To ta dziewczyna, która ma zagrać główną rolę”. Debiutancka rola kinowa przyniosła jej rozgłos i nominację do Złotego Globu dla najlepszej aktorki drugoplanowej.
Wkrótce została obsadzona w niewielkiej roli Lindy Dawson w dramacie biograficznym Mike’a Nicholsa Silkwood (1983) z Meryl Streep i Cher. Za kreację Chick Boyle w komediodramacie Bruce’a Beresforda Zbrodnie serca (Crimes of the Heart, 1986) z Diane Keaton, Jessicą Lange i Sissy Spacek była nominowana do Oscara dla najlepszej aktorki drugoplanowej. W 1990 wystąpiła na Off-Broadwayu jako Macon Hill w przedstawieniu Obfitość (Abundance) z Amandą Plummer i Michaelem Rookerem.
Grywała później w produkcjach telewizyjnych i serialach takich jak: Grace w opałach, Christy, Potyczki Amy, CSI: Kryminalne zagadki Las Vegas czy Bracia i siostry. Za rolę Loretty Bell w dramacie kryminalnym braci Coen To nie jest kraj dla starych ludzi (No Country for Old Men, 2007), który zdobył Oscara dla najlepszego filmu roku, została uhonorowana Nagrodą Gildii Aktorów Ekranowych.

## Życie prywatne
W 1971 wyszła za mąż za Kena Harpera. Małżeństwo skończyło się rozwodem w 1976.

## Filmografia

### Filmy
- 1983: Pod czułą kontrolą (Tender Mercies) jako Rosa Lee
- 1983: Amityville III: Demon (Amityville 3-D) jako Nancy Baxter
- 1983: Kobieta z Kentucky (Kentucky Woman, TV) jako Lorna Whateley
- 1983: Silkwood jako Linda Dawson
- 1984: Punkt zapłonu (Flashpoint) jako Ellen
- 1986: Zbrodnie serca (Crimes of the Heart) jako Chick Boyle
- 1988: Prawo i sprawiedliwość (Criminal Law) jako detektyw Stillwell
- 1989: Jej alibi (Her Alibi) jako Sally Blackwood
- 1991: Człowiek z księżyca (The Man in the Moon) jako Abigail Trant
- 1997: Szakal (The Jackal) jako Pierwsza Dama
- 2000: Krąg wtajemniczonych (The In Crowd) jako dr Amanda Giles
- 2002: Historia z domku na prerii (Beyond the Prairie, Part 2, TV) jako narrator / dorosła Laura Ingalls Wilder
- 2005: Loggerheads jako Elizabeth
- 2006: Spalone mosty (Broken Bridges) jako Dixie Rose Delton
- 2007: Przed ołtarzem (Kiss the Bride) jako Barbara
- 2007: To nie jest kraj dla starych ludzi (No Country for Old Men) jako Loretta Bell
- 2007: Ocalenie Sary Cain (Saving Sarah Cain) jako Miriam Esh
- 2014: Frank jako mama Franka
- 2019: El Camino: Film Breaking Bad jako Diane Pinkman

### Seriale telewizyjne
- 1987: Napisała: Morderstwo (Murder, She Wrote) jako Irene Rutledge
- 1987: Prawnicy z Miasta Aniołów (L.A. Law) jako Patricia Pittman
- 1994–1995: Christy jako Fairlight Spencer
- 1997: Grace w opałach (Grace Under Fire) jako Joan
- 1997: Strażnik Teksasu (Walker, Texas Ranger) jako Katie Malloy
- 1998−2000: Zdarzyło się jutro (Early Edition) jako Lois Hobson
- 2000: Dotyk anioła (Touched by an Angel) jako Betsy Baxter
- 2001: CSI: Kryminalne zagadki Las Vegas (CSI: Crime Scene Investigation) jako Julia Barrett
- 2003: Babski oddział (The Division) jako Polly Danko
- 2004: Pogoda na miłość (One Tree Hill) jako May Scott
- 2005: Potyczki Amy (Judging Amy) jako Barbara Nissman
- 2007: Bez śladu (Without a Trace) jako Pani Spade
- 2007: Bracia i siostry (Brothers & Sisters) jako Beth Ridge
- 2008–2010: Breaking Bad jako Diane Pinkman
- 2009: Prawo i porządek: sekcja specjalna (Law & Order: Special Victims Unit) jako Pani Hallander
- 2009: Dowody zbrodni (Cold Case) jako
- 2009: Miasto gniewu (Crash) jako Wendy Olinville
- 2010: Chirurdzy (Grey’s Anatomy) jako Pam Nelson
- 2011: Prywatna praktyka (Private Practice) jako Augusta King
- 2012: Zemsta (Revenge) jako Carole Miller
- 2014: Detektyw (True Detective) jako Pani Kelly
- 2015: Zabójcze umysły (Criminal Minds) jako Dinah Troy
- 2019: Sposób na morderstwo (How to Get Away with Murder) jako Sheila Miller